# Folkmusikens hus
Folkmusikens hus (FMH) är en ideell förening i Rättvik, ett resurs- och kompetenscentrum för folkmusik och folkdans. Ändamålet är att sprida kunskap och intresse kring folkmusik och folkdans, både som historia och som en kreativ del av nutida musikliv.
Verksamheten vilar på tre ben: Bevara – Berätta – Berika, och innefattar arkiv, kurser och konserter. Verksamheten inleddes år 2000 i gamla kyrkskolan i Rättvik, som man delar med Rättviks kommunala musikskola.

## Förhistoria
Tankar om ett hus för folkmusiken i Dalarna hade funnits i flera decennier innan de förverkligades. De tidigaste tankarna kretsade kring att skildra den folkmusikmiljö inom Rättviks kommun som inrymmer ortnamn med stark folkmusikalisk anknytning – Rättvik, Boda, Bingsjö och Ore. Det fanns från spelmännens sida en önskan att presentera musiken och dess historia på egna villkor.
Folkmusikens hus fungerar som en resurs året runt för folkmusiklivet, från spelmansrörelse till professionellt verksamma. Inte minst erbjuder FMH kompetens för ideella verksamheter som saknar egna resurser att driva projekt.

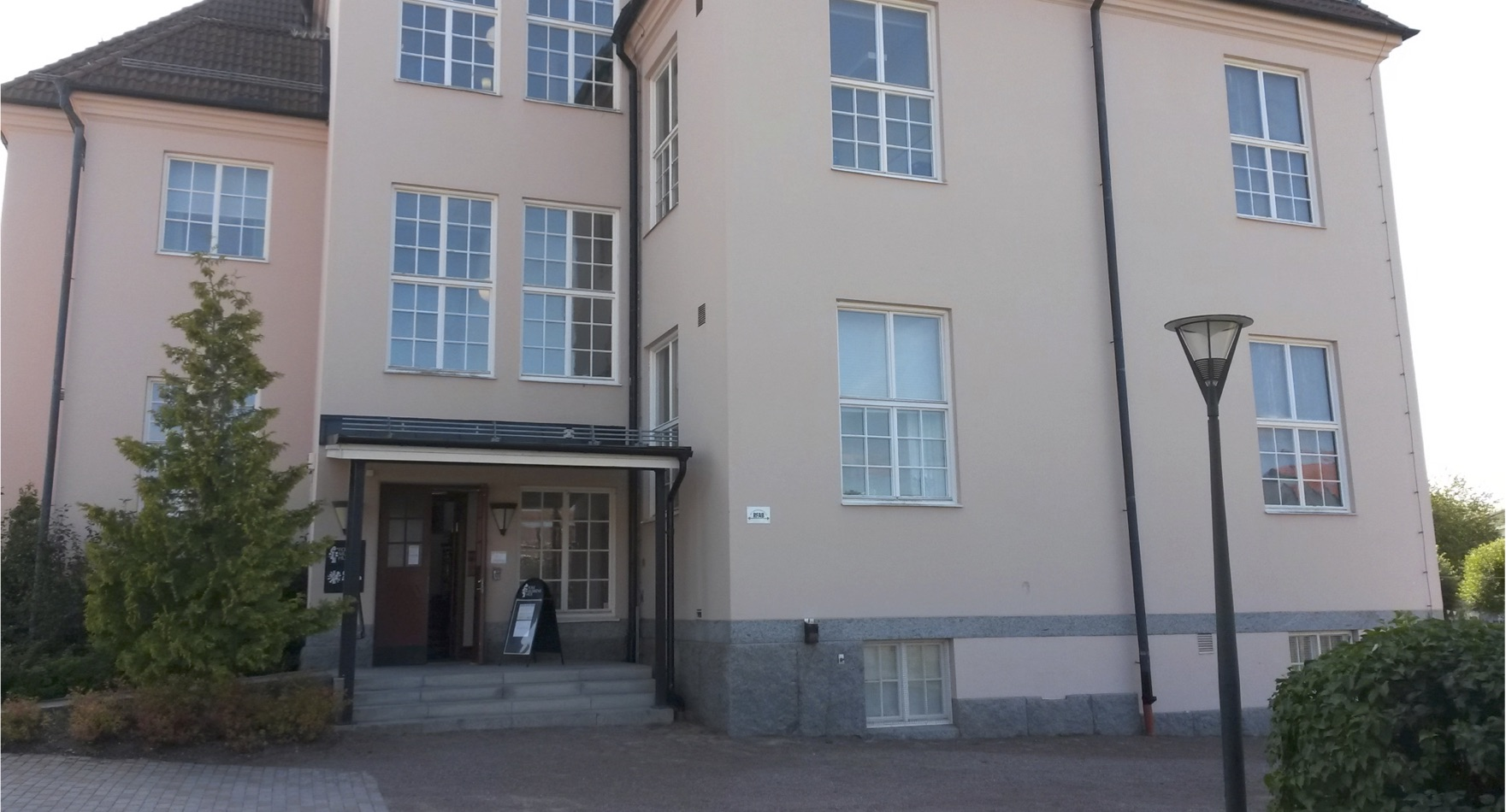
Folkmusikens hus entré från Knihsgatan

1997 påbörjades arbetet med att formulera en EU-ansökan för projektering och uppbyggnad av ett Folkmusikens hus i Rättvik. Drivande i projektet och från 2004 verksamhetsledare för Folkmusikens hus är spelmannen Per Gudmundson.

## Bevara
Folkmusikens hus dokumenterar, arkiverar och tillgängliggör historisk och samtida folkmusik och danstradition, och utvecklar kompetens för arkivering och tillgängliggörande. I huset finns ett faktarum med bibliotek och datorer där arkivmaterialet görs åtkomligt genom ett audiovisuellt arkivsystem (FIOL AV). Tyngdpunkten i arkivet ligger på det expressiva uttrycket, och där utgör inspelat ljud och video de viktigaste medierna för bevarandet. Redan från början inleddes samarbete med arkivet i Dalarnas museum och med Svenskt visarkiv för att få tillgång till inspelat material från Dalarna. Arkivet har sen fyllts på med privatinspelningar, gjorda från 1950-talet och framåt.

## Berätta
Folkmusiken har genomgått stora förändringar sedan folkmusikvågens dagar på 1970-talet. Genren har professionaliserats, men banden till amatörkulturen finns ännu kvar. Folkmusikens hus vill sprida kunskap om, och intresse för folkmusik och folkdans som unik tradition, kulturhistoria och som en nyskapande del av nutida kulturliv.
Även pedagogiskt har stora saker skett sedan 1970-talet. Folkmusik finns idag som valbar inriktning på flera nivåer i utbildningssystemet, från gymnasium till musikhögskola. Folkmusikens hus har bidragit till detta arbete på flera sätt:
- Ansvar för folkmusikutbildningen vid Musikkonservatoriet i Falun 2001–2013
- Medverkan i utformningen av folkmusikutbildning (estetiskt program) vid Stiernhööksgymnasiet i Rättvik 1998–2012
- Sedan 2007 finns ett folkbildningsuppdrag inom folk- och världsmusik för Studieförbundet Bilda Gävle-Dala

Instrumentkammaren är Folkmusikens hus fasta utställning. Den innehåller folkmusikinstrument från järnålder fram till våra dagar. Den fyller en viktig funktion i det publika och pedagogiska arbetet, inte minst för barn och ungdom. Den tillfälliga utställningsverksamheten sommartid har som syfte att öka kontaktytorna mot andra konstnärliga uttryck och kulturområden – konst, foto, kulturhistoria.

## Berika
Längst upp i Folkmusikens hus, i det som tidigare var Kyrkskolans gymnastiksal, finns en samlingssal som används för möten, danser, konserter och ensembleövningar för musikskolan. Den rymmer 150 personer och utgör basen för den konsertverksamhet som Folkmusikens hus bedriver.
Sedan 1998 har Bingsjöstämman, drivits i föreningsform med tre parter; Bingsjö by, Dalarnas spelmansförbund och Folkmusikens hus. I organisationen kring stämman ansvarar FMH för programarbete och marknadsföring.
Folkmusikens hus har ett länsmusikuppdrag för folk- och världsmusik. Det kan grovt delas upp i två delar. En del som stöder och samarbetar med den barn- och ungdomsverksamhet som drivs av Dalarnas spelmansförbund och kultur- och musikskolorna. En del som syftar till att öka bredden och tillgängligheten i det offentliga konsertutbudet året runt.
Folkmusikens hus är sedan 2011 huvudman för Ethno, världens största internationella ungdomsläger för folkmusik.